# Love My Life
Love My Life (jap. ラブマイライフ rabu mai raifu) – romantyczna opowieść z 2006 roku o dwóch dziewczynach na podstawie mangi pod tym samym tytułem, której autorką jest Ebine Yamaji. Reżyserem jest Kōji Kawano, a w rolach głównych występują: Rei Yoshii jako Ichiko i Asami Imajuku jako Eri – para kochanek. Pierwsza z nich planuje dokonać coming outu przed ojcem, druga ma wziąć egzaminy na prawo, aby pokazać ojcu i bratu, że jest wartościową członkinią rodziny. Aby uczyć się postanawia zrobić przerwę w związku.

## Obsada
- Rei Yoshii – Ichiko
- Asami Imajuku – Eri
- Naomi Akimoto – San Senba
- Miyoko Asada – Profesor Saeko
- Kami Hiraiwa – Yukako
- Hiroyuki Ikeuchi – Kengo Tachibana
- Ira Ishida – Tata Ichiko
- Takamasa Suga – Akira
- Issei Takahashi – Takechan
- Ken Teraizumi – Ojciec Eri